# Cynthia nivosa
Cynthia nivosa är en fjärilsart som beskrevs av Gunder 1927. Cynthia nivosa ingår i släktet Cynthia och familjen praktfjärilar. Inga underarter finns listade i Catalogue of Life.